# Cenfus de Wessex
Cenfus de Wessex fue un monarca del Reino anglosajón de Wessex. 
Sucedió a la Reina Sexburh en 674, y murió poco tiempo después ese mismo año.
Pertenecía a la línea familiar del Rey Ceolwulf, y fue sucedido por su hijo Aescwine.